# Skibelund Krat
Skibelund Krat er et nationalt mødested på Kongeådalens skovbevoksede nordskråning i Askov Sogn syd for Vejen.

## Nationalt mødested
Da Sønderjylland i 1864 måtte afstås til Preussen, blev Kongeåen statsgrænse. Fra Skibelund Krat kunne man skue ud over det tabte land sydpå. Især bønder og skolefolk gjorde Skibelund Krat til et nationalt mødested for dansksindede nord og syd for grænsen. På skråningen blev der anlagt en mødeplads med omkring 4.000 siddepladser, så der kunne afholdes store friluftsmøder. Årets højdepunkt var grundlovsmødet og Grundlovsdag fejres stadig i Skibelund Krat.
Stedet blev efterhånden en hel mindepark med et stort antal mindesten over personer, der havde gjort en særlig indsats for det nationale, det folkelige eller det religiøse – for det sidstes vedkommende specielt det grundtvigianske.

## Mindesten
Den første mindesten blev rejst og afsløret i Skibelund Krat 3. november 1869. Den er til minde om Jacob Christian Lindberg og blev bekostet af lægprædikant og bonde Ole Peter Holm Larsen, der i 1877 selv blev mindet med en sten. Det vides ikke hvem der har hugget stenen, men den er tilvirket i København. Rejsningen af stenen resulterede i oprettelse af Skibelundforeningen, hvis primære formål var at købe området og indrette det til et nationalt mødested.
Foruden mindestenene er der opført to nationale monumenter: Billedhuggeren Niels Skovgaard har lavet "Magnusstenen" eller Magnus den Gode-stenen til minde om slaget på Lyrskov Hede i 1043. Den blev bekostet af professor Thor Lange og afsløret 28. september 1898. I 1901 bekostede erhvervsmanden Axel Heide mindesmærket "Modersmålet" til minde om A.D. Jørgensen og Edvard Lembcke, udført af den lokalt forankrede billedhugger Niels Hansen Jacobsen under dennes ophold i Paris.
På en høj i den østre ende af Skibelund Krat med front mod syd står en sten, der blev afsløret 15. juli 1920 til minde om Genforeningen i 1920. 10.000 mennesker med kongeparret og prinserne i spidsen overværede afsløringen.
En af de seneste mindesten er sat over 66 elever fra Skibelund Efterskole, som mistede livet i de to verdenskrige, hovedsageligt i den første. Mange af eleverne kom sydfra og kom som voksne til at gøre tysk krigstjeneste. Stenen blev bekostet af gamle Skibelund-elever med støtte fra Skibelundforeningen, og den blev afsløret 8. september 1957.
- Mindesten omkring mødepladsen med uret rundt
- Cornelius Appel
- Hans Sveistrup
- Jacob Appel og Ingeborg Appel
- H. D. Kloppenborg
- Heinrich Nutzhorn
- Ludvig Schrøder og Charlotte Schrøder
- Poul la Cour
- Peter Larsen Skræppenborg
- Claus J. Dahl
- N.J. Termansen
- Sofus Høgsbro og Amalie Høgsbro
- Jørgen Bukdahl
- Hans Andersen Krüger

- Øvrige mindesten
- Magnusstenen
- Modersmålet
- Jacob Christian Lindberg
- Svend Høgsbro, udført af Elias Ølsgaard og rejst af De Danske Andelsforeninger 29. juli 1912
- Knud H. Pedersen og Georgia la Cour
- Morten Eskesen
- Thor Lange
- Skibelund Efterskoles 66 faldne
- Genforeningsstenen

- Wikimedia Commons har flere filer relateret til Skibelund Krat